# Ermida de São Sebastião (Martim Longo)
A Ermida de São Sebastião é um edifício religioso situado na freguesia de Martim Longo do Município de Alcoutim, no Distrito de Faro, em Portugal.

## Caracterização
O santuário foi construído em data desconhecida, durante o final da Idade Média, como pode ser comprovado pelos seus contrafortes, tendo sido parcialmente reedificado em 1565. No seu interior, apresenta uma imagem de São Sebastião, de 1792. Esta ermida não se encontra aberta ao culto.